# Papp Előd
Papp Előd (Marosvásárhely, 1969. július 3. –) romániai magyar politikus, az Erdélyi Magyar Néppárt (EMNP) alelnöke. Nős, két kislány édesapja.

## Életpályája

### Tanulmányok
1975-1983 között elemi iskoláját a marosvásárhelyi Bolyai Farkas Elméleti Líceumban, általános iskoláját a csíkszeredai Petőfi Sándor Általános Iskolában végzi. 1987-ben a csíkszeredai Márton Áron Gimnáziumban érettségizik. 1990-1994 között a budapesti Eötvös Loránd Tudományegyetemen politológiából diplomázik, amit 2009-2011 között a kolozsvári Babeş-Bolyai Tudományegyetem Politika-, Közigazgatás- és Kommunikációtudományi Kar Közigazgatási Tanszékén letett mesteri követ.

### Munkahelyek
1994 és 1996 között a Romániai Magyar Demokrata Szövetség (RMDSZ) ügyvezető elnöke. 2000-től négy évig Csíkszereda alpolgármestere. 2004-től 2010-ig a helyi Carp Develop cég ügyvezetője, majd 2010-től a Demokráciaközpont-hálózat koordinátora.

## Politikai tevékenysége
- 1990-1993: Magyar Ifjúsági Szervezetek Szövetsége (MISZSZ)
- 1993: az RMDSZ-en belüli Reform Tömörülés alelnöke
- 1994-1996: RMDSZ Csíkszéki szervezet, ügyvezető elnök
- 1996-2000: RMDSZ - önkormányzati képviselő, Csíkszereda
- 2000-2004: Csíkszereda Polgármesteri Hivatala, alpolgármester
- 2004: Magyar Polgári Szövetség (MPSZ) alapító tagja
- 2008-2011: a Magyar Polgári Párt önkormányzati képviselő, frakcióvezető, Csíkszereda
- 2003-2011: Erdélyi Magyar Nemzeti Tanács (EMNT) alapító tagja, majd alelnöke
- 2011: az EMNP Kezdeményező testületének tagja, majd annak jogi bejegyzése után megbízott alelnöke
- 2012. február 25-én az EMNP I. Országos Küldöttgyűlése a párt alelnökévé választotta